# Комиссия по международной гражданской службе
Комиссия по международной гражданской службе (КМГС) — вспомогательный орган Генеральной Ассамблеи ООН учрежденный 18 декабря 1974 года в соответствии с резолюцией Генеральной Ассамблеи № 3357 (XXIX). Согласно своему статуту, КМГС отвечает за регулирование и координацию условий службы сотрудников общей системы Организации Объединенных Наций. 
Штаб-квартира КМГС находится в Нью-Йорке. Комиссия состоит из пятнадцати членов, включая председателя и заместителя председателя в качестве постоянных членов, назначенных Генеральной Ассамблеей на четырехлетний срок.

## История возникновения
В целях содействия созданию целостной и единой международной гражданской службы Подготовительная комиссия Организации Объединенных Наций в 1945 году рекомендовала учредить Комиссию по международной гражданском службе. Однако Генеральная Ассамблея ООН не учредила такую комиссию, а создала в 1948 году Консультативный совет по международной гражданской службе (КСМГС) в составе девяти членов. В 1972 году Генеральная Ассамблея ООН согласилась с учреждением Комиссии по международной гражданской службе и обратилась к Генеральному секретарю ООН с просьбой представить подробные предложения. Позже Ассамблея приняла предложение Генерального секретаря и утвердила в 1974 году статут КМГС. В 1975 году КМГС провела свою первую сессию.

## Стандарты поведения для международной гражданской службы
Стандарты поведения для международной гражданской службы изначально были подготовлены Консультативным советом по международной гражданской службе. За период своего существования КМГС дважды пересматривала Стандарты в 2001 и в 2013 годах руководствуясь Основными положениями об управлении людскими ресурсами.